# Штрёбель, Генрих
Генрих Штрёбель (нем. Heinrich Ströbel; 7 июня 1869, Бад-Наухайм, Великое герцогство Гессен, — 1 сентября 1944, Цюрих, Швейцария) — немецкий социалистический публицист и политик (СДПГ, НСДПГ, СРПГ). В 1918—1919 годах он совместно с Паулем Хиршем занимал пост министр-президента в прусском революционном кабинете.

## Биография
Происходил из буржуазной семьи. Окончив реальное училище, недолго обучался коммерции. Затем принялся самостоятельно изучать историю литературы, экономику, а также другие предметы, типичные для того времени. В 1889 году, когда еще действовал исключительный закон против социалистов, Штрёбель вступил в СДПГ и начал писать для различных партийных газет (включая Die Neue Zeit и Vorwärts). В последующие годы сосредоточился на карьере в СДПГ.
Уже в 1900 году по инициативе Розы Люксембург Штрёбель стал редактором центрального органа СДПГ. В 1908—1918 годах был членом прусской палаты депутатов. В 1914 году Штрёбель был назначен главным редактором Vorwärts и с самого начала занял критическую позицию в отношении политики гражданского примирения на время войны, предложенной Вильгельмом II на выступлении в рейхстаге и поддержанной руководством СДПГ. В 1915 году работал над первым номером журнала Die Internationale, издаваемого Розой Люксембург и Францем Мерингом. До этого искал контакты с Германским обществом мира и присоединился к пацифистскому коалиционному движению «Союз нового отечества». Уже в 1916 году Штрёбель потерял работу в ходе так называемого «Ограбления Vorwärts» и с тех пор призывал к бойкоту центрального органа СДПГ. В 1917 году он перешел в НСДПГ.
После окончания Первой мировой войны Штрёбель стал председателем прусского революционного правительства совместно с членом СДПГ Паулем Хиршем. С 14 ноября 1918 года до 4 января 1919 года занимал пост министр-президента Пруссии.
С марта 1919 года по ноябрь 1920 года Штрёбель писал политические передовицы в журнале Die Weltbühne. В 1920 году после раскола в НСДПГ он вернулся в СДПГ и был депутатом рейхстага от партии с 1924 по 1932 год. Здесь он принадлежал к левому, пацифистскому крылу. В 1927 году он стал одним из соучредителей газеты Der Klassenkampf — Marxistische Blätter. Также был сотрудником пацифистской газеты Das Andere Deutschland. Вскоре после избрания в правление партии на лейпцигском партийном съезде в 1931 году он вступил в Социалистическую рабочую партию Германии и некоторое время был ее сопредседателем вместе с Куртом Розенфельдом и Максом Зайдевицем, но вернулся в СДПГ в начале 1932 года. В 1933 году иммигрировал в Швейцарию, где и умер в 1944 году.

## Избранные сочинения
- Seid Menschen. Zeitgedichte. — Berlin: Verlag Gustav Ziemsen, 1918.
- Die Bilanz der Revolution. Ein Rückblick und ein Ausblick. — Berlin: Verl. Neues Vaterland, 1919 (= Flugschriften des Bundes Neues Vaterland № 17; 1-3 Tausend).
- Die erste Milliarde der zweiten Billion. Die Gesellschaft der Zukunft. — Berlin: Cassirer, 1919.
- Die Kriegsschuld der Rechtssozialisten. — Berlin: Verlagsgesellschaft «Freiheit», 1919.
- Durch zur Wahrheit. — Berlin: Verlag Neues Vaterland, 1919 (= Flugschriften des Bundes Neues Vaterland № 11; 4-22 Tausend).
- Die Deutsche Revolution. Ihr Unglück und ihre Rettung. — Berlin: «Der Firn» Verlag, 1920.
  - Германская революция. Ея несчастье и ея спасение / Генрих Штребель; авторизованный пер. с нем. Надежды Щупак. — Прага : Воля России, 1921. — 160, [1] с.
- Die Schuld im Kriege. — Charlottenburg: Verl. d. Weltbühne, 1920.
- Die Sozialisierung, ihre Wege und Voraussetzungen. — Berlin: «Der Firn» Verlag, 1921.
- Nicht Gewalt, sondern Organisation. Der Grundirrtum des Bolschewismus. — Berlin: «Der Firn» Verlag, 1921 (выпущено как второй спецвыпуск социалистического обозрения «Der Firn»).
- Sozialismus und Weltgemeinschaft. — Berlin: «Der Firn» Verlag, 1923.
- Профессиональные союзы и социал-демократия : Пер. с нем. [ст., помещ. в № 15 газ. «Der Wecker»] / Генрих Штребель. — [Санкт-Петербург] : Новый мир, 1906. — 15 с.